# Salvador Giner
Pour les articles homonymes, voir Giner.
Salvador Giner i de San Julián (né à Barcelone le 10 février 1934 et mort le 19 octobre 2019) est un sociologue espagnol catalan qui a été le président de l'Institut d'Études Catalanes entre 2005 et 2013.

## Biographie
Salvador Giner obtint son doctorat a l'université de Chicago et a aussi des études post-doctorales à l'université de Cologne. En 1989, il devint professeur de sociologie à l'université de Barcelone (1989–2004). 
Son activité d'enseignant a été développé en plusieurs pays. Il fut professeur à l'université de Cambridge (King’s College), l'université de Reading, l'université de Lancaster et l'université de West London (Brunel) entre 1965 et 1989. Il fut professeur visitant à l'université de Rome « La Sapienza », l'université nationale autonome du Mexique, l'université de Porto Rico, l'université du Costa Rica, l'université de Buenos Aires et l'université autonome de Barcelone. 
Il est membre de l'Institut d'Études Catalanes (1995), et il fut fondateur et président de l'Association Catalane de Sociologie (1979), qui dépend de l'Institut d'Études Catalanes. Il fut aussi l'un des fondateurs de l'Association Européenne de Sociologie. Il a été directeur et professeur à l'Universitat Catalana d'Estiu (Université Catalane d'Été) (1969–1975). Il fut directeur et fondateur de l'Institut d'Études Sociaux Avancés, qui dépend du (CSIC). 
Il est rédacteur et conseiller de la Grande Encyclopédie Catalane et de plusieurs revues et journaux nationaux et internationaux.
La Generalitat de Catalogne (gouvernement catalan régional) lui donna en 1995 la Croix de Saint-Georges.